# Sihyaj Chan K'awiil II
Sihyaj Chan Kʼawiil II, también conocido como Cielo tormentoso y Cielo del muñeco hendido (muerto el 3 de febrero de 456), fue un ajaw Maya de la ciudad de Tikal. Tomó el trono el 26 de noviembre de 411 y reinó hasta su muerte. Era hijo de su predecesor Yax Nuun Ahiin I y la dama Kʼinich, y era también nieto de Átlatl Cauac. La estela maya 31, erigida durante su reinado, describe la muerte de su abuelo en 439; otros monumentos asociados con Sihyaj Chan Kʼawiil II se narran en las estela 1 y posiblemente la estela 28. Templo Tikal 33 era la pirámide funeraria de Sihyaj Chan Kʼawiil II y su tumba estaba ubicada debajo de ella.